# 东方不败
東方不敗是金庸小说《笑傲江湖》中的反派角色，東方不敗是日月神教教主，武功是當世天下第一，無人能及，乃黑白兩道望而生畏的对象，他成藝以來從未戰敗過一次。為金庸小說中武功絕頂的高手之一。
原為風雷堂長老座下的副香主，與童百熊有過命交情並曾獲他捨命相救；之後在任我行掌教期间獲破格提拔，連年升遷，更任光明左使並被指定為教主繼任人選。后趁任我行在吸星大法练功走火入魔之际发动叛乱，禁錮任我行掌控神教。精通《葵花宝典》殘本的神功，為了習得這項絕學挥刀自宫、服丹練氣，性格漸漸變得陰柔，後來無心教務，教中大小事都放任男寵楊蓮亭摆布，導致不少教眾怨聲載道。原來當初任我行早已看準他野心勃勃，在充滿心機的算計之下刻意將害人的《葵花宝典》殘本交付給他。
往後東方不敗待在黑木崖之總壇上的閨房內，與令狐冲、前教主任我行、光明左使向問天、長老上官雲展開激戰。在當世數大高手圍攻之下，他非但不露敗象，反而漸漸佔了上風，於是任盈盈在旁折磨東方不敗的愛人楊蓮亭使其分心。結果東方不敗為了搭救愛人，被令狐冲、任我行和向問天三人擊中背上要害，身受重傷之際被任我行所殺。
東方不敗手上只得一根普通的繡花針，便足以擋架令狐冲的劈砍，並配合神速的身法，讓上官雲與任我行均被刺瞎一隻眼睛。在其臨死前，令狐冲等人皆承認自己並非東方不敗的敵手，哪怕四人聯手亦是無法匹敵，因此東方不敗依舊是笑傲江湖中無庸置疑的天下第一。
任我行在少林寺曾稱自認武功和心思均舉世無雙，但東方不敗仍能從他手中奪去日月神教教主之位並把他囚禁，所以是自己最佩服的三個半人之中的第一位，第二和三位分别为方证大师和风清扬，還有冲虚道长算半位。
吳靄儀分析：歷史上的忠臣，以為清除了皇帝身旁的小人，問題便可以得到解決，殊不知真正的問題，是投其所好，及利用制度的弱點。東方不敗可怕之處是他沒有瘋，他十分清醒，只是到了這個地步他最關心的只有他的個人喜好，他的部下怎樣。日月神教怎麼樣，他已漠不關心。極權者可以這樣冷靜地自大狂妄，這才是東方不敗最令人心寒之處。

## 武功
《葵花寶典》
金庸筆下最頂級的武功之一，將“快”發揮到了極致，神功練成后身形直似輕烟，趨退若神，可謂無敵。然而修習此功前必須引刀自宮以防慾火焚身而死，使人變得不男不女，因此亦是害人不淺的陰損武功。作者是一位前朝太監。
日月神教所持有的《葵花寶典》只是華山派偷錄，而且兩半內容無法對合的殘本，但東方不敗憑著殘本修練成功，而且其功力和身法更遠非令狐冲等其他當世高手所能比肩。他身如鬼魅，只使一根針瞬間就可刺盡一人頭部諸穴而死，在多人聯攻之下趨退如電，直似紅雲般穿插來去，連身影間的破綻都稍瞬即逝，就連令狐冲的獨孤九劍亦是束手無策。同時他只使一根針便能蕩開內功高強的令狐冲之劍擊，可見其內力亦已達驚世駭俗之境。這場戰鬥只因人人攻得極緊，東方不敗急謀自救，加上手上只有一根繡花針，一時間眾人才未立刻落敗。
在《笑傲江湖》裡，又有另一門源自《葵花寶典》的武功名為《辟邪劍法》，當中岳不羣與林平之習得之後同樣擁有了迅捷無比的身法，大放異彩，但與東方不敗之神速所相比，仍是差得甚遠。

## 影视形象
由於東方不敗在原小說中，其角色性別設定上有異於常人之處，因此許多知名男、女演員們都飾演過這個角色。

### 电视剧
- 1984 江毅 香港无线电视剧《笑傲江湖》
- 1985 乾德门 臺灣台视电视剧《笑傲江湖》
- 1996 杨丽菁 臺灣中视电视剧《天师钟馗之葵花宝典》
- 1996 鲁振顺 香港无线电视剧《笑傲江湖》
- 2000 刘雪华 臺灣中视电视剧《笑傲江湖》
- 2000 郑秀珍 新加坡电视剧《笑傲江湖》
- 2001 茅威涛 中國大陸電視劇《笑傲江湖》
- 2013 陈乔恩 中國大陸電視劇《笑傲江湖》
- 2018 丁禹兮 中國大陸電視劇《笑傲江湖》

### 电影
- 1978 田青 香港邵氏电影《笑傲江湖》
- 1992 林青霞 香港电影《笑傲江湖II東方不敗》
- 1993 林青霞 香港电影《东方不败之风云再起》
- 2025 張雨綺 中國大陸電影 《東方不敗之王者歸來》

### 微电影
- 2013 陈乔恩《笑傲江湖之東方不敗外傳》

## 相關研究文獻
- Egret Lulu Zhou《Dongfang Bubai, Online Fandom, and the Gender Politics of a Legendary Queer Icon in Post-Mao China》（收錄於《Boys' Love, Cosplay, and Androgynous Idols: Queer Fan Cultures in Mainland China, Hong Kong, and Taiwan》，香港大學出版社，2017，ISBN：9789888390809）